# Dora Hitz

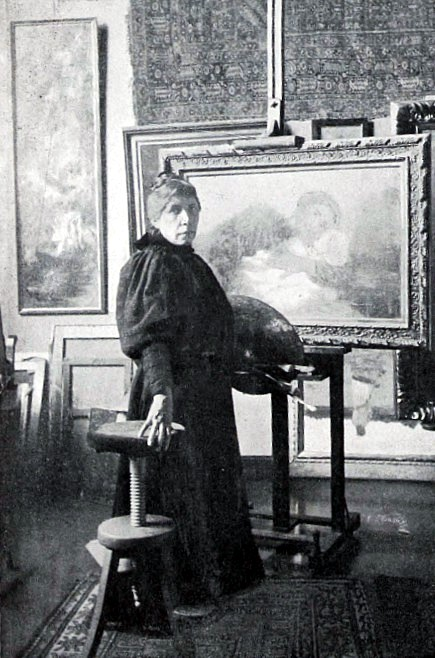
Dora Hitz 1898

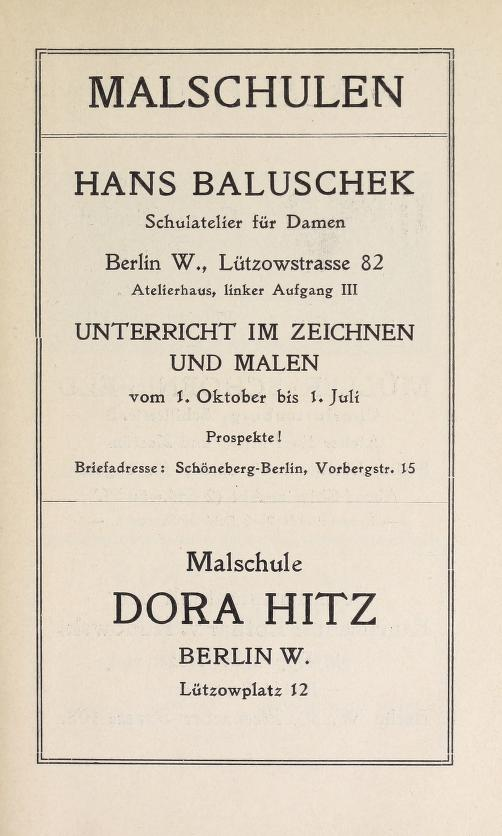
Anzeige im Katalog der Berliner Secession 1909

Dora Hitz (* 30. März 1853 in Altdorf bei Nürnberg als Emilie Barbara Dorothea Hitz; † 20. November 1924 in Berlin) war eine deutsche Malerin, die vom Symbolismus und vom Impressionismus beeinflusst war. Hitz war Ende der 1870er Jahre Hofmalerin des rumänischen Königshauses und im Jahr 1898 Mitbegründerin der Berliner Secession.

## Leben
Als Dora Hitz acht Jahre alt war, zog sie mit ihren Eltern Lorenz Johannes Hitz und Anna Elisabeth, geborene Meyer nach Ansbach, wo ihr Vater ab 1861 als Zeichenlehrer an der Landwirtschafts- und Gewerbeschule tätig war. Mit sechzehn ging sie nach München, um an der dortigen
„Damenmalschule der Frau Staatsrat Weber“ zu studieren. Ihre Lehrer waren Wilhelm von Lindenschmit der Jüngere und Heinrich Stelzner. In München lernte Hitz bei der Kunst- und Industrieausstellung 1876 Elisabeth zu Wied (1843–1916) – durch Heirat mit einem Hohenzollern-Prinzen Königin von Rumänien – kennen. Diese berief sie als Hofmalerin an den rumänischen Königshof. Für den Musiksaal von Schloss Peleș in Sinaia (Karpaten) malte Dora Hitz Wandfresken nach dichterischen Motiven der Königin, die als Literatin unter dem Pseudonym Carmen Sylva bekannt war. Hitz entwarf für sie außerdem Buchschmuck und führte Ölgemälde aus.
Ab 1880 lebte Hitz in Paris, um dort bei Luc-Olivier Merson, Gustave Courtois, Jean-Joseph Benjamin-Constant und Eugène Carrière zu studieren, der sie besonders förderte. 1886/87 kehrte sie für kurze Zeit nach Rumänien zurück. In Paris, wo sie Hermann Bahr kennenlernte, verbrachte sie viel Zeit mit Eugen Jettel, Otto Thoren sowie Karl Köpping. Es folgten Aufenthalte in der Bretagne (1890) und der Normandie (1891/92). 1890 wurde sie als Mitglied in den Salon der „Société des Artistes Français“ aufgenommen; dort wurde sie mit einer Medaille ausgezeichnet. 1891 erhielt sie die Mitgliedschaft in der impressionistischen „Associé du Champs de Mars“, ab 1892 in der „Société Nationale des Beaux Arts“, an deren Ausstellungen sie sich regelmäßig beteiligte. In Belgien war sie Ehrenmitglied in der „Société royale belge des aquarellistes“.
Nach einem kurzen Aufenthalt in Dresden (1891) übersiedelte Dora Hitz 1892 nach Berlin, wo sie als Mitglied des „Vereins Berliner Künstlerinnen und Kunstfreundinnen“ (siehe unten VdBK) Zugang zu großbürgerlichen liberalen Kreisen fand, der ihr viele bedeutende Porträtaufträge verschaffte. Sie gründete 1894 eine Damenmalschule. Daneben betrieb sie ein Atelier am Lützowplatz am Tiergarten. Sie porträtierte u. a. Margarethe Hauptmann, die Ehefrau des Schriftstellers Gerhart Hauptmann. Mit Käthe Kollwitz verband sie eine Freundschaft.
1893 war Dora Hitz – neben Catharina Klein und Marie von Keudell – auf der Weltausstellung in Chicago mit ihren Bildern vertreten.
Von 1892 bis 1921 war sie Mitglied des Vereins der Berliner Künstlerinnen(VdBK). 1898 war sie Mitglied der Vereinigung der XI, der Vorläufergruppe der Berliner Secession, zu deren Gründungsmitgliedern sie zählte. Als frühes Mitglied des Deutschen Künstlerbundes beteiligte sich Dora Hitz 1906 an dessen dritter Jahresausstellung in Weimar mit dem Ölgemälde Portrait von Frau M. H. – dafür erhielt Hitz noch auf der Ausstellung den Villa-Romana-Preis des DKB und ein Stipendium, verbunden mit einem Aufenthalt in Florenz. 1913 trat sie der „Freien Secession“ bei. Mit Max Beckmann war sie befreundet.
Während des Ersten Weltkrieges bekam die Malerin finanzielle Probleme, sie erkrankte und geriet immer mehr in soziale Isolation. 1924 starb sie in ihrer Wohnung am Lützowplatz 12. Die Galerie F. Gurlitt richtete 1925 eine Gedächtnisausstellung für Dora Hitz aus.
Im Nachlass von Dora Hitz fand man eine Zeichnung, die ihr Vater Johannes Hitz von Kaspar Hauser angefertigt hatte.
Anlässlich ihres 100.Todestags stellt die Liebermann-Villa in Berlin vom 19. Oktober 2024 bis zum 20. Januar 2025 Arbeiten aus der Berliner Zeit der Malerin aus.

## Werk
Dora Hitz malte schwerpunktmäßig Figurenbilder, vor allem Bildnisse von Frauen, Mädchen und Müttern, teilweise im Stil des Symbolismus. Seit ihrem Frankreich-Aufenthalt malte sie Ölbilder, Gouachen und Aquarelle im impressionistischen Stil.
Werke von Dora Hitz befinden sich heute unter anderem in der Berliner Nationalgalerie, im Museum der bildenden Künste Leipzig und in der Gemälde- und Skulpturensammlung der Stadt Nürnberg. Anfang 2016 war die Künstlerin in der Gemeinschaftsausstellung Einfühlung und Abstraktion. Die Moderne der Frauen in Deutschland in der Bielefelder Kunsthalle vertreten.

## Werkauswahl

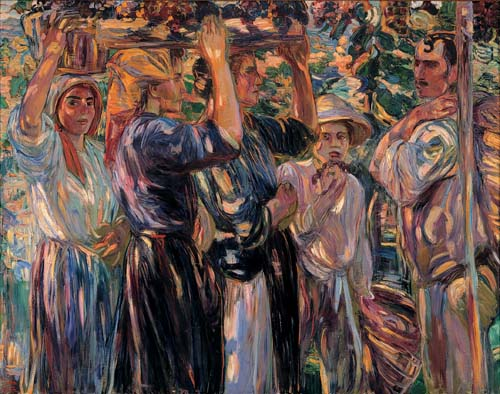
Weinernte

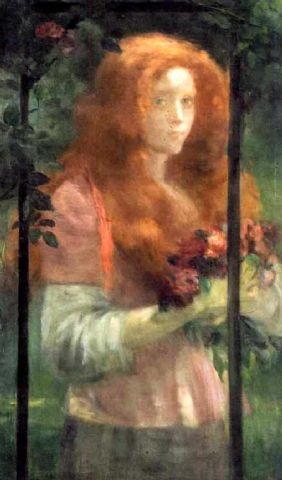
Dämmerung
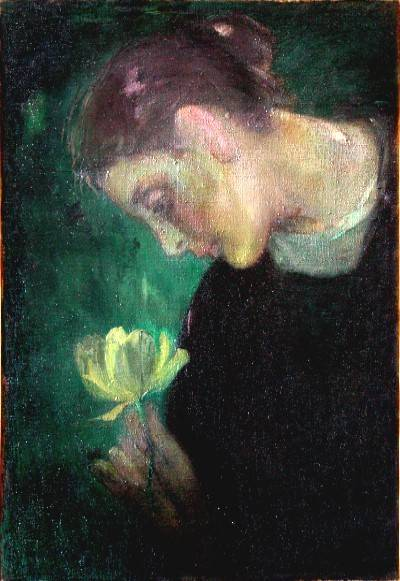
Der Blumenkelch
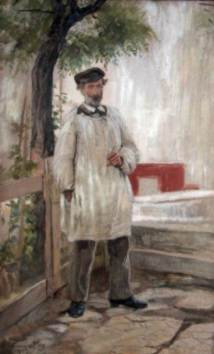
Der Maler Ed. Francois Aman-Jean
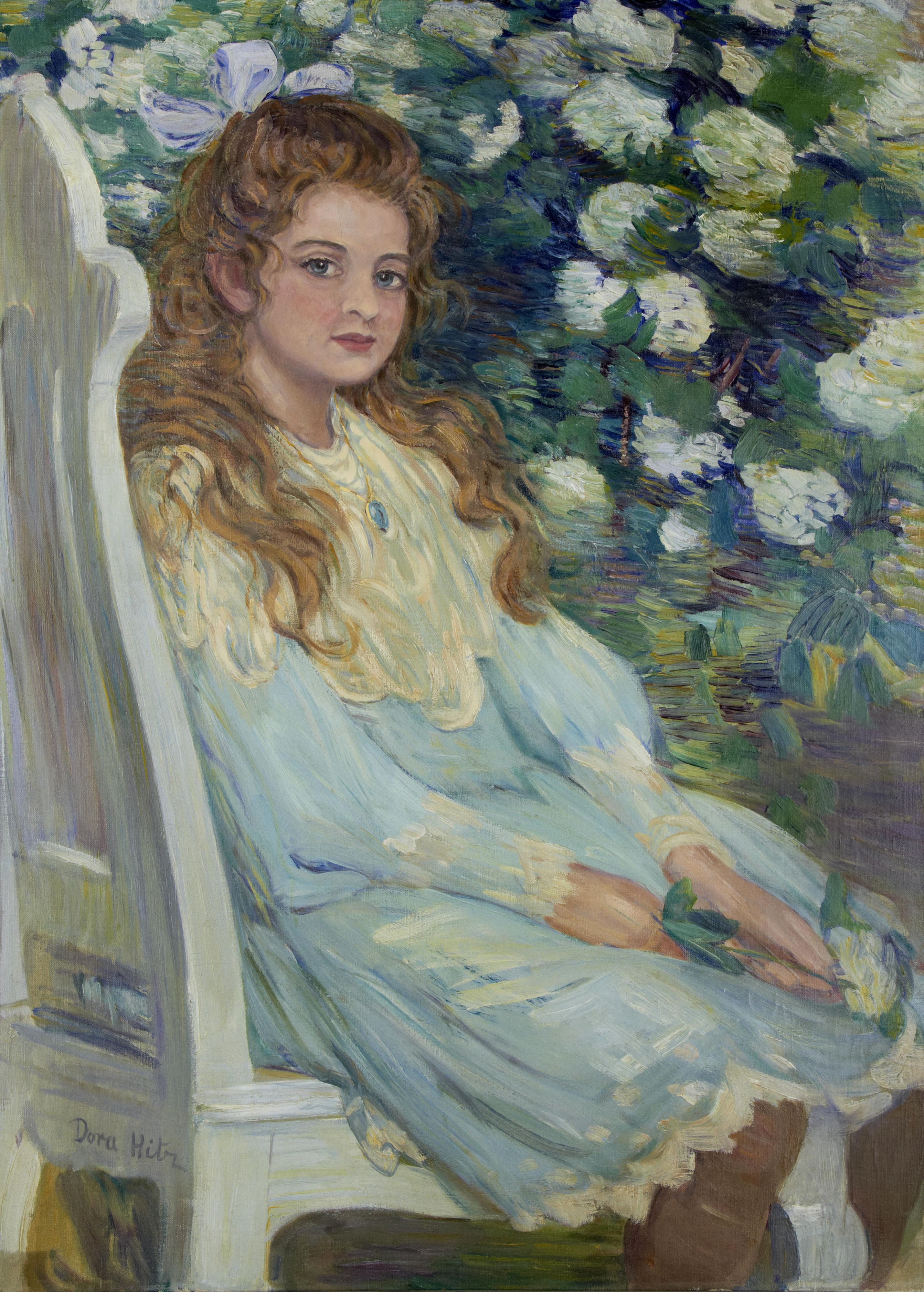
Porträt eines Mädchens
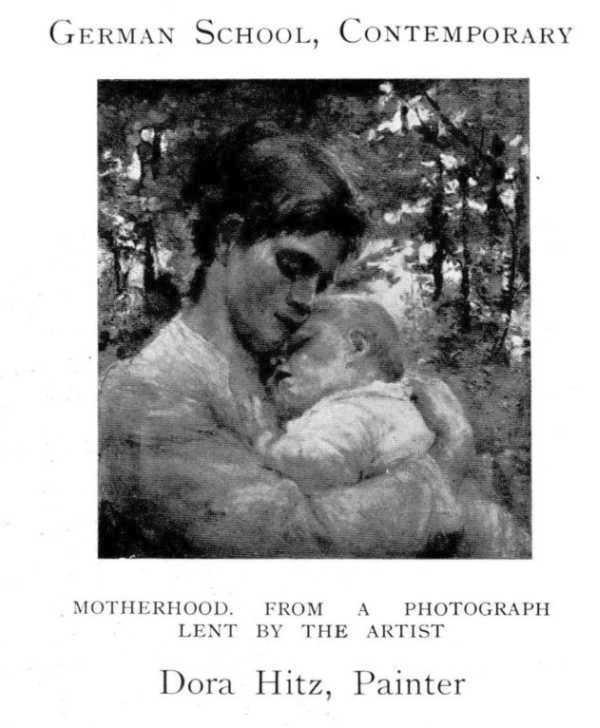
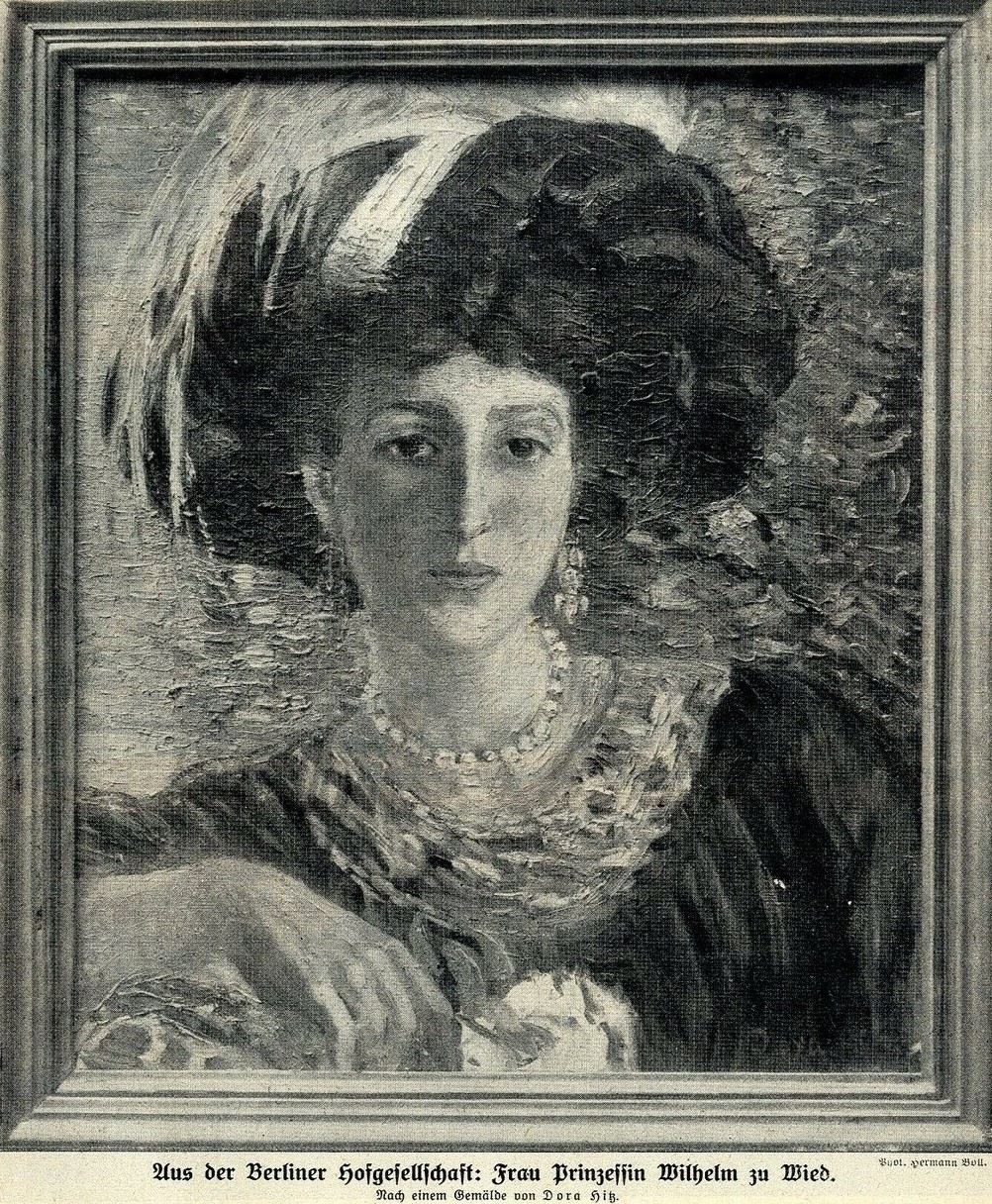
Porträt der Prinzessin Wilhelm zu Wied

## Belege
1. ↑  Rahel Schrohe: Dora Hitz. Wechselspiele von Weiblichkeit und Raum. Reimer Verlag, Berlin 2024, ISBN 978-3-496-01711-0.
2. ↑  Rahel Schrohe/Sabine Meister: Interview mit Rahel Schrohe zum 100.Todestag. In: www.youtube.com. Bröhan Museum, 2022, abgerufen am 19. Oktober 2024.
3. 1 2  Sterbeurkunde Nr. 926/1924 StA Berlin III. Abgerufen am 11. Januar 2023.
4. ↑  Hermann Bahr: Malerei. In: Die Zeit. Wiener Wochenschrift für Politik, Volkswirtschaft, Wissenschaft und Kunst. 10, 1897, #120, 44. (16. Januar 1897).
5. ↑  Briefe Dora Hitz an Bahr (Memento vom 24. Februar 2016 im Internet Archive)
6. ↑  Werbeanzeige der Malschule Dora Hitz im Ausstellungskatalog der Berliner Secession 1903, (Textarchiv – Internet Archive).
7. ↑  Hans von Hülsen: Tage mit Gerhart Hauptmann. In: Neues Wiener Journal, 22. Februar 1925, S. 5 (online bei ANNO).
8. ↑  Kleine Frauen-Rundschau. Der Frauenpalast in Chicago vor 40 Jahren. In: Freie Stimmen. Deutsche Kärntner Landeszeitung, 30. Juli 1933, S. 9 (online bei ANNO).
9. ↑  s. Katalog 3. Deutsche Künstlerbund-Ausstellung, Weimar 1906. S. 13 (Textarchiv – Internet Archive).
10. ↑  Vgl. Natalie Gutgesell: An das Vorbild denke ich mit dem vollendeten Vergnügen mit dem man an eine Blume denkt. Dora Hitz erhält 1906 als erste Frau den Villa-Romana-Preis in Weimar. In: Beiträge zur Weimarer Geschichte 2020, hrsg. von Axel Stefek, Weimar (Freunde und Förderer des Stadtmuseums Weimar im Bertuchhaus e. V.) 2020, S. 15–20.
11. ↑  Ein Kaspar-Hauser-Fund. In: Oedenburger Zeitung. Unabhängiges politisches Tagblatt für alle Stände, 8. März 1934, S. 2 (online bei ANNO). (Mit Abdruck der Zeichnung.)
12. ↑  epd: Vorkämpferin für Frauen in der Kunst. Hrsg.: Schwäbisches Tagblatt. Tübingen 19. Oktober 2024.
13. ↑  Einfühlung und Abstraktion. Die Moderne der Frauen in Deutschland. (Memento des Originals vom 14. Juli 2021 im Internet Archive)  Info: Der Archivlink wurde automatisch eingesetzt und noch nicht geprüft. Bitte prüfe Original- und Archivlink gemäß Anleitung und entferne dann diesen Hinweis. Ausstellung in der Kunsthalle Bielefeld, Okt. 2015 – Febr. 2016, abgerufen am 3. Mai 2016.

| Personendaten    | Personendaten                                      |
| ---------------- | -------------------------------------------------- |
| NAME             | Hitz, Dora                                         |
| ALTERNATIVNAMEN  | Hitz, Emilie Barbara Dorothea (vollständiger Name) |
| KURZBESCHREIBUNG | deutsche Malerin                                   |
| GEBURTSDATUM     | 30. März 1853                                      |
| GEBURTSORT       | Altdorf bei Nürnberg                               |
| STERBEDATUM      | 20. November 1924                                  |
| STERBEORT        | Berlin                                             |